# CC (猫)
CC（2001年12月22日 - 2020年3月3日）は、世界初の体細胞クローンによるメスネコ。CCはCarbon Copy（カーボンコピー）の略。Copy Cat（コピーキャット）、Clone Cat（クローンキャット）の意でもある。
家庭用ペットのクローンとしては世界初の事例となる。

## 概要
アメリカ合衆国の企業ジェネティック・セービングズ・アンド・クローン（GSC社）は、「可愛がっていたペットを再現したい」という消費者の望みに応えて利益を上げることを目論み、テキサスA&M大学に資金を提供して研究を行わせていた。GSC社はCC誕生前から895ドルから1395ドルの保存費用でペットのDNA標本数百件を預かっていた。
アメリカ合衆国のテキサスA&M大学研究所では、白地の毛に茶色、黄褐色、金色の斑点模様の三毛猫「レインボー」（メス）から細胞を採取し、別のネコから取得し核を取り除いた胚に入れ、「アリー」という名前のネコを代理母として、2001年12月22日にCCが誕生した。
テキサスA&M大学は、2002年2月に学術雑誌『ネイチャー』へCCクローンプロジェクトの詳細、CCがクローンであることを証明するDNAテストの結果を掲載している。
CCとレインボーの遺伝的構造は全く同じだが、CCは三毛ではなく白地に灰色のトラネコ（白キジ）である。これは、ネコの毛の色がDNAでは2色のみが引き継がれ、エピジェネティクス、リプログラミングに依存するためである。毛の色だけでなく、レインボーがおとなしくて太っちょなのに対し、CCは好奇心旺盛で遊ぶのが大好きでスマートという具合に性格も体型も異なっている。
クローン動物の外見や性格は生活環境などに大きく依存し、オリジナル猫とはまったく異なることがあることを示す事例となった。
GSC社ではCC以外にも、ネコやイヌのクローンサービスの販売を行ったが、市場規模が極めて小さかったことを理由に2009年にはペットクローン産業から撤退をしている。
CCは、デュエン・クレーマー(Duane Kraemer)、シャーリー・クレーマー(Shirley Kraemer)夫妻に引き取られ、2006年9月にはクレーマー家で4匹の仔猫を産み、母猫として暮らしていた。
2020年3月3日、カレッジステーションにて腎不全のため死去。18歳72日没。